# Terri Poch
Terri Poch (Portland (Oregon), 20 augustus 1967) is een Amerikaans bodybuilder en voormalig professioneel worstelaarster die bekend was van World Wrestling Federation (WWF) als Tori en was lid van D-Generation X. Poch runt momenteel een yoga studio in Portland.

## In worstelen
- Afwerking bewegingen
  - Tori–Plex

- Kenmerkende bewegingen
  - Backslide
  - Diving crossbody
  - Dropkick
  - Hair–pull snapmare
  - Scoop powerslam
  - Snap DDT (overgenomen van Raven)
  - Spear

- Managers
  - Sable

- Worstelaars managed
  - Kane
  - Road Dogg
  - Sable
  - Scotty the Body / Raven
  - Stephanie McMahon
  - X–Pac

- Bijnaam
  - "The Ultimate Female"

## Prestaties
- Ladies Professional Wrestling Association
  - LPWA Championship (1 keer)